# 忠节坊
忠节坊，位于中国广东省潮州市市区，为潮州市的一个市、县级文物保护单位，类型为古建筑，公布时间为1987年12月。
忠节坊的历史年代为明嘉靖十六年。